# Adult Legion
Adult Legion è un arco narrativo pubblicato dalla DC Comics nella testata Adventure Comics n. 354 e n. 355 (marzo - aprile 1967). Fu scritto da Jim Shooter, illustrato da Curt Swan e colorato da George Klein. La storia presenta l'incontro tra Superman e i membri, ora adulti, della Legione dei Super-Eroi, e prefigura numerosi colpi di scena che si sarebbero verificati negli anni a seguire.
La storia incluse la prima menzione a Brin Londo come Timber Wolf, e i primi riferimenti a Chemical King, Reflecto e Shadow Lass (che comparve come Shadow Woman).

## Trama
Superman venne contattato dalla Legione dei Super-Eroi, la squadra del XXX secolo a cui egli si unì da giovane come Superboy. Dopo aver raggiunto il quartier generale della Legione (ora molto più grande di prima), il supereroe camminò per una hall piena di enormi statue commemorative in onore ai Legionari deceduti, inclusi Ferro Lad, Chemical King, Reflecto e Shadow Woman. In un'altra hall dedicata ai Legionari sposati, osservò numerosi membri coniugati: Shrinking Violet e Ord Quelu (l'ex Duplicate Boy), Saturn Woman e Lightning Man, Light Lady e Timber Wolf (una volta nota come Lone Wolf), e Night Woman e Cosmic Man. Dopo che Brainiac 5 fece fare a Superman un tour del quartier generale della Legione, l'Uomo d'Acciaio rivide Ultra Man, Phantom Woman, Polar Man ed Element Man, così come gli ex Colossal Boy, Matter Eater Lad, Star Boy, Dream Girl, Bouncing Boy e Duo Damsel.
La squadra rimase perplessa quando il loro quartier generale venne violato, con ogni cosa presente nel laboratorio, nell'arsenale e nell'hangar dello spazioporto distrutta. Dopo altre due irruzioni, il sabotatore venne catturato e riconosciuto come Douglas Nolan, il fratello gemello di Ferro Lad, che di lui condivideva l'abilità di tramutare il suo corpo in ferro vivente. La Legione giunse subito alla conclusione che stava agendo sotto controllo mentale di Saturn Queen, e che la Legione dei Supercriminali la stava attaccando da lontano.
Superman fece ritorno al XX secolo, dopo di che i Super-Criminali rapirono Brainiac 5. I Legionari riuscirono ad evitare numerose trappole, ma furono invece catturati da Echo, Saturn Queen, Lightning Lord, Beauty Blaze e Cosmic King. Inaspettatamente, giunsero due figure in armatura, che sconfissero i criminali e liberarono i Legionari. Presto si rivelarono come i discendenti di Lex Luthor e di Mr. Mxypltzkm due dei più grandi nemici di Superman. I Legionari, grati del supporto imminente, votarono a favore per farli entrare nella Legione all'unanimità.

## Conseguenze
Per anni, le storie successive della Legione consistettero della visione del futuro della Adult Legion. Bouncing Boy erano sposati, e presto furono seguiti da Lihtning Lad e Saturn Girl. Lone Wolf divenne Timber Wolf e si unì alla Legione, e Chemical King prevenne il verificarsi della Settima Guerra Mondiale. Tuttavia, si scoprì infine che la Adult Legion qui descritta abitava una Terra parallela, dando così libertà agli scrittori di ignorare la continuità delle storie della Legione.